# کارناوال ریو
maďarکارناوال ریو دو ژانیرو یک جشنواره است که هر سال پیش از چله روزه به عنوان بزرگترین کارناوال در جهان با ۲ میلیون نفر در روز در خیابان‌ها برگزار می‌شود. نخستین جشنواره در سال ۱۷۲۳ میلادی برگزار شد.

کارناوال ریو توسط  شادی کنندگان، شناورها و گروه‌هایی از مدارس متعدد سامبا واقع در ریو (بیش از ۲۰۰ مدرسه که به ۵ بخش تقسیم شده است) برگزار می‌شود. یک مدرسه سامبا از همکاری همسایگان محلی تشکیل شده است که می‌خواهند با نوعی زمینه‌های منطقه‌ای، جغرافیایی و مشترک در کارناوال شرکت کنند.

دستورکار ویژه‌ای وجود دارد که هر مدرسه باید در رژه خود پیروی کند. هر مدرسه با کمیسیون جلو (به پرتغالی: comissão de frente) شروع می‌شود که گروهی از دانش آموزانی است که ابتدا به نظر می‌رسند. کمیسیون جلو که از ۱۰ تا ۱۵ نفر تشکیل شده مدرسه را معرفی می‌کند و روحیه و سبک ارائه آن را مشخص می‌کند. این افراد رقص‌هایی را در لباس‌های تجملی با یک داستان کوتاه انجام می‌دهند. پس از کمیسیون جلو نخستین شناور مدرسه که به آن بال گشوده (به پرتغالی: abre-alas) گویند به مسیر می‌آید. این‌ها به دنبال ارباب ارشد و پرچمدار (به پرتغالی: Mestre-sala and Porta-Bandeira) با همراهی یک تا ۴ جفت، یک فعال و ۳ ذخیره برای هدایت رقصندگان هستند.

## تاریخچه
به منظور درک تاریخ کارناوال در ریودوژانیرو باید زمانی که یونانی‌ها اغلب جشن‌های خود را به احترام به دیونیز خدای شراب برگزار می‌کردند مورد مطالعه قرار داد. سپس رومیان این سنت را با نوشیدن تمام روز ادامه دادند و استادان لباس را با سربازان با احترام به خدایان خودشان مبادله کردند.

با ظهور کاتولیک این جشن به جشن‌های خوشبختی که روزهای قبل از اجلاس کاتولیک برگزار می‌شد تبدیل گشت. طبق تاریخ کارناوال، کارناوال از جشن پرتغالی انترودو الهام گرفته شده است. اولین سوابق کارناوال ریو پیش از قرن نوزدهم یا سال ۱۸۴۰ برگزار شده زیرا ورزشکاران والتز و پولکا آن را انجام دادند. به اندازه کافی جالب است که سامبا تا سال ۱۹۱۷ معرفی نشده بود.

با نفوذ کاتولیک جشن می‌تواند از عبارت Carne Vale که مشتق از کلمه کارناوال است، به معنی "خداحافظی با گوشت" باشد. این واژه به عمل کاتولیک از عدم مصرف گوشت در طی یک دوره ۴۰ ساله پس از چهارشنبه خاکستر تا روز عید پاک گفته می‌شود.

مصرف زیاد الکل و ناهنجاری‌های مرسوم در این جشنواره اغلب برای تحریک است.

بردگان آفریقایی کسانی هستند که در اوایل دهه ۱۹۰۰ سامبا را به برزیل معرفی کردند. پس از لغو برده داری در برزیل بخش بزرگی از این آفریقایی‌ها شهرک‌هایی را در جنوب کشور مستقر کردند. با گذشت زمان این مکان‌ها به مرکز حوزه سامبا تبدیل شد. محبوبیت سامبا به سرعت در سراسر کشور گسترش یافت.

## کارناوال خیابانی
همانطور که مسابقه در سامبادروم برگزار می‌شود بسیاری از شرکت کنندگان کارناوال در مکان‌های دیگر قرار دارند. جشنواره‌های خیابانی در طول کارناوال بسیار رایج هستند و توسط مردم محلی بسیار پرجمعیت هستند. موسیقی و رقص هنوز بسیار رایج هستند. هر کسی مجاز است در جشنواره‌های خیابانی شرکت کند. 

## تاریخ برگزاری

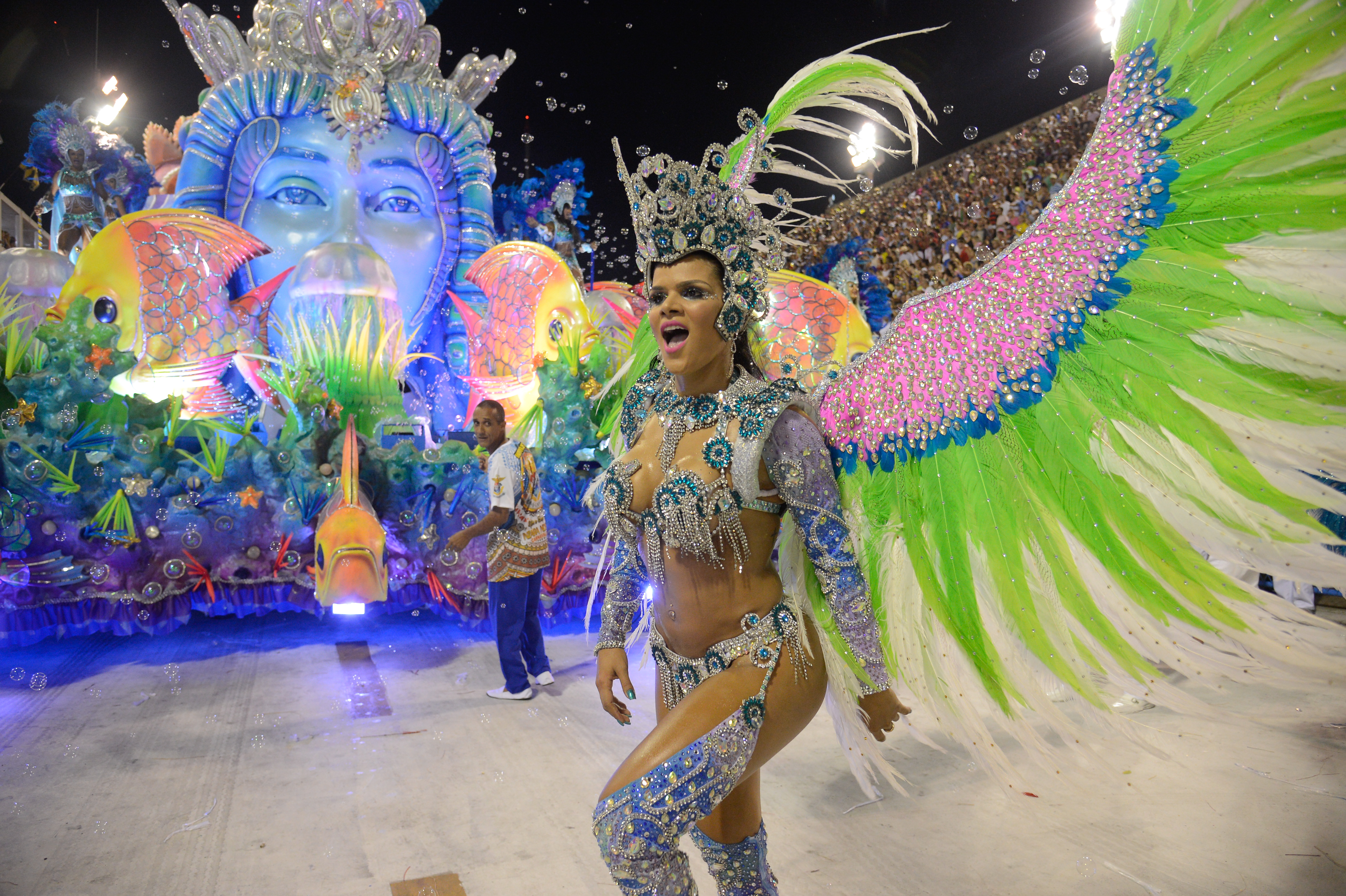
یک بازیگر معمولی رقص سامبا ۲۰۱۷

- ۹ تا ۱۴ فوریه ۲۰۱۸
- ۱ تا ۶ مارس ۲۰۱۹
- ۲۱ تا ۲۶ فوریه ۲۰۲۰
- ۱۲ تا ۱۷ فوریه ۲۰۲۱
- ۱۵ تا ۲۰ فوریه ۲۰۲۲

## بلیت‌ها
در سال ۱۹۸۴ دولت تصمیم گرفت تا خانه جدید خود را در سامبادروم به ریو کارناوال بدهد. امروزه برخی از رویدادهای مشهور کارناوال ریو رویدادهای بلیتی هستند. انواع مختلفی از بلیت سامبادروم وجود دارد که برای خرید در دسترس هستند. گرنداستند بلیت های پذیرش عمومی هستند که در دسترس هستند و قبل از برگزاری اختصاص داده نمی‌شود. فریساس صندلی‌های هوای آزاد واقع در امتداد باند سامبا هستند. کاماروتس محل مجلل بین فریساس و گرنداستند  است.
قیمت بلیj می‌تواند بسته به نوع بلیت، بخش و فصل متفاوت باشد. بلیت‌ها را می‌توانید از طریق کارگزاران بین‌المللی و یا از طریق نمایندگی‌های مسافرتی محلی در ریودوژانیرو خریداری کنید. خرید یک بلیت به طور معمول به معنی خرید یک کوپن است که بعدها برای بلیت نزدیک به تاریخ برگزاری قابل تعویض است.